# VH1 Storytellers (Kanye West-album)
A VH1 Storytellers Kanye West amerikai előadó második koncertalbuma, amely 2010. január 5-én jelent meg, a Roc-A-Fella Records és a Def Jam Recordings kiadókon keresztül. Kiadásakor az albumot méltatták a zenekritikusok, kiemelve West teljesítményét a lemezen.
A producer Es Devlin volt, míg a világítást Martin Phillips és John McGuire kezelte.

## Kritikai fogadtatás
A VH1 Storytellers-t megjelenésekor méltatták a zenekritikusok. A Metacritic weboldalon 66-os értékelést kapott a lehetséges 100-ból, hat értékelés alapján. Leah Greenblatt (Entertainment Weekly) azt mondta, hogy az album ritkán unalmas és „nem mond el történeteket, hanem kiönti önmagát a színpadra.” Majd folytatta, leírva West éneklését és beszédét, mint egy „rendetlen buzgóság.” Ross Langager (PopMatters) pedig megjegyezte, hogy az album „gyakran izgalmas” és azt mondta, hogy „a VH1 Storytellers ezen epizódjának fő vonzereje West idioszinkratikus stílusa a műsor ’történetmesélés’ részében.”
Andy Kellman (AllMusic) kevésbé kedvelte a lemezt, azt mondva, hogy „West folytonosan váltakozik a között, hogy kiönti lelkét és, hogy úgy csinál, mint egy egomániás.” Ennek ellenére kritikájának végén a következőt mondta: „a hardcore rajongó gyűjteményéhez egy szép kiegészítő.” Nathan Rabin (The A.V. Club) azt írta, hogy „az album elrontja a Storytellers teljes szellemét” és véleménye szerint „az össze-vissza féltörténetek csalódást keltően lanyhák,” míg méltatta West hangzását. Scott Plagenhoef (Pitchfork) pedig megfigyelte, hogy „kevesebb a történetmesélés és több az aranykori szórakoztató cucc.” Azt mondva, hogy West inkább olyan, mint „egy művész és egy maximalista--” és „Azok akik ott voltak ezen felvételen, megkapták a pénzük értékét.”

## Számlista
| 1.    | See You in My Nightmares    | 3:13  |
| 2.    | RoboCop                     | 6:17  |
| 3.    | Flashing Lights             | 6:41  |
| 4.    | Amazing                     | 8:24  |
| 5.    | Touch the Sky               | 9:53  |
| 6.    | Say You Will                | 7:42  |
| 7.    | Good Life                   | 6:30  |
| 8.    | Heartless / Pinocchio Story | 11:01 |
| 9.    | Stronger                    | 4:53  |
| 64:37 |                             |       |